# Ауэрбах, Герман
Герман Ауэрбах (англ. Herman Auerbach; 26 октября 1901, Тернополь — 17 августа 1942, Белжец) — польский математик и преподаватель, один из видных представителей Львовской математической школы.

## Биография
С 1919 года Ауэрбах обучался в Лодзи, Тернополе и Оломоуце. В 1921 году поступил на юридический факультет львовского университета им. Яна-Казимира, но через год начал изучение математики на философском факультете университета, который окончил в 1926 году.
В 1928 году защитил докторскую диссертацию по теме Н-выпуклых кривых. В 1935 году прошёл процедуру хабилитации. Работал старшим преподавателем на кафедре математики, доцентом факультета математики и естественных наук львовского университета.
Входил в группу математиков, работавших во Львовском университете, создавших, так называемую, «шотландскую математическую школу» (ныне более известную как Львовская математическая школа). По воспоминаниям одного из её членов С. Улама

Его (Ауэрбаха) знание классической математики было, возможно, глубже, чем у большинства других профессоров. Он, к примеру, прекрасно знал классическую алгебру. С его подачи Мазур, я и ещё несколько математиков начали систематическое исследование групп Ли и других теорий, которые выходили за пределы той математики, которую сейчас принято называть польской. Ауэрбах обладал большими познаниями и в геометрии. Я часто обсуждал с ним теорию выпуклых тел, которой Мазур и я посвятили несколько совместных работ.— Улам С. Приключения математика. Ижевск: НИЦ «Регулярная и хаотическая динамика». 2001
После присоединения Львова (Западной Украины) к УССР в 1939—1941 годах — профессор функционального анализа университета. 
После оккупации города нацистами в 1941 году был заключён во Львовское гетто. Был депортирован в лагерь смерти Белжец и убит в газовой камере 17 августа 1942 года.